# Rector de la Universitat Autònoma de Barcelona
El rector o rectora de la Universitat Autònoma de Barcelona és la màxima autoritat acadèmica de la Universitat Autònoma de Barcelona i la representa legal i institucionalment. Exerceix la direcció, govern i gestió de la universitat així com desenvolupa les línies d'actuació aprovades pels òrgans col·legiats corresponents i n'executa els acords. A més, presideix el Claustre, el Consell de Govern, l'Equip de Govern, la Junta Consultiva i la Fundació Universitat Autònoma de Barcelona. L'actual rector és el catedràtic d’enginyeria química Javier Lafuente.

## Elecció
El rector és elegit per la comunitat universitària, mitjançant elecció directa i sufragi universal lliure i secret, entre els catedràtics funcionaris en actiu de la Universitat i és nomenat pel Govern de la Generalitat de Catalunya, segons l'article 79.5 de la Llei 1/2003, de 19 de febrer, d'universitats de Catalunya. El vot és ponderat d'acord amb els percentatges que corresponen a cada sector en el Claustre: professorat doctor dels cossos docents universitaris (51%), resta del personal acadèmic i del personal investigador en formació que exerceixi funcions de docència (9%.), estudiants de grau i postgrau (30%) i personal d'administració i serveis (10%).
Es proclama rector, en primera volta, el candidat que obtingui més de la meitat dels vots a candidatures vàlidament emesos aplicant les corresponents ponderacions. Si cap candidat els assoleix, es procedeix a una segona votació a la qual només podran concórrer els dos candidats que han obtingut més vots a la primera volta. En la segona volta es proclama el candidat que obtingui la majoria simple de vots, atenent aquelles mateixes ponderacions.
La durada del seu mandat és de quatre anys i només és renovable per un únic mandat consecutiu. En cas d'absència o malaltia, és substituït per un vicerector.

## Funcions
Les competències del rector segons els Estatuts de la Universitat Autònoma de Barcelona són:
- Dirigir, coordinar i supervisar les activitats de la Universitat.
- Representar la Universitat institucionalment, judicialment i administrativament i en qualsevol tipus de negocis i actes jurídics.
- Presidir els actes institucionals de la Universitat a què assisteixi.
- Convocar, presidir i dirigir les deliberacions del Claustre, del Consell de Govern, de l'Equip de Govern i de la Junta Consultiva, i presidir la resta d'òrgans de la Universitat als quals assisteix, excepte el Consell Social.
- Designar i nomenar els vicerectors, el secretari general i el gerent de la Universitat.
- Designar i nomenar delegats o adjunts per a exercir competències específiques de suport a la tasca de l'Equip de Govern.
- Nomenar els càrrecs acadèmics i el personal al servei de la Universitat.
- Nomenar els quinze membres de la comunitat universitària que formen part com a membres designats del Consell de Govern i convocar les eleccions per a escollir els representants dels degans, directors d'escola, directors de departament i/o directors d'institut que han de formar part del Consell de Govern.
- Proposar els setze membres de la Junta Consultiva que han de ser designats pel Consell de Govern.
- Convocar els concursos i oposicions per a les places vacants de tot el personal de la Universitat d'acord amb els presents Estatuts.
- Nomenar els membres de les comissions de selecció de personal acadèmic i del personal d'administració i serveis, funcionari i laboral, d'acord amb els presents Estatuts, així com els membres de la Comissió de Reclamacions.
- Resoldre els recursos que siguin de la seva competència.
- Subscriure els contractes i convenis que subscrigui la Universitat.
- Adoptar les decisions relatives a les situacions administratives i règim disciplinari respecte al personal acadèmic i al d'administració i serveis i règim disciplinari dels estudiants.
- Aprovar les modificacions del pressupost quan la competència no correspongui al Consell Social.
- Autoritzar la despesa i ordenar els pagaments en execució del pressupost.
- Autoritzar els actes extraordinaris que s'hagin de celebrar dins del campus.
- Concedir permisos i anys sabàtics al personal acadèmic, de conformitat amb els criteris establerts pel Consell de Govern.
- Expedir títols i diplomes.
- Assumir les competències que puguin atribuir-li la legislació vigent o els presents Estatuts.

## Llista de rectors/es
Informació actualitzada per un bot. Els canvis manuals es perdran quan s'actualitzi!
| Número | Imatge | Nom                                   | Inici del mandat | Fi del mandat | Dades a Wikidata              |
| ------ | ------ | ------------------------------------- | ---------------- | ------------- | ----------------------------- |
| 1      |        | Vicent Villar i Palasí                | 27-08-1970       | 28-07-1973    | Modifica les dades a Wikidata |
| 2      |        | Vicent Gandia Gomar                   | 28-07-1973       | 13-09-1975    | Modifica les dades a Wikidata |
| 3      |        | Josep Cabré i Piera                   | 13-09-1975       | 07-05-1976    | Modifica les dades a Wikidata |
| 4      |        | Josep Laporte i Salas                 | 07-05-1976       | 25-01-1980    | Modifica les dades a Wikidata |
| 5      |        | Ramon Pascual de Sans (ad interim)    | 25-01-1980       | 28-03-1980    | Modifica les dades a Wikidata |
| 6      |        | Antoni Serra i Ramoneda               | 28-03-1980       | 18-04-1985    | Modifica les dades a Wikidata |
| 7      |        | Càndid Genovard Rosselló (ad interim) | 18-04-1985       | 13-02-1986    | Modifica les dades a Wikidata |
| 8      |        | Ramon Pascual de Sans                 | 13-02-1986       | 20-03-1990    | Modifica les dades a Wikidata |
| 9      |        | Josep Maria Vallès i Casadevall       | 20-03-1990       | 25-03-1994    | Modifica les dades a Wikidata |
| 10     |        | Carles Solà i Ferrando                | 25-03-1994       | 21-03-2002    | Modifica les dades a Wikidata |
| 11     |        | Lluís Ferrer i Caubet                 | 21-03-2002       | 14-01-2009    | Modifica les dades a Wikidata |
| 12     |        | Ana Ripoll Aracil                     | 14-01-2009       | 22-06-2012    | Modifica les dades a Wikidata |
| 13     |        | Ferran Sancho Pifarré                 | 22-06-2012       | 06-06-2016    | Modifica les dades a Wikidata |
| 14     |        | Margarita Arboix Arzo                 | 06-06-2016       | 28-10-2020    | Modifica les dades a Wikidata |
| 15     |        | Francisco Javier Lafuente Sancho      | 10-11-2020       |               | Modifica les dades a Wikidata |